# Cid Corman
Pour les articles homonymes, voir Corman.
Cid Corman, né le 29 juin 1924 à Roxbury (Boston) et mort le 12 mars 2004 à Kyoto, est un poète américain. Il est aussi connu comme traducteur. Figure notable de courants poétiques américains de la seconde moitié du XXe siècle, il joue un rôle de pionnier en matière d'improvisation poétique et de poésie orale. Son œuvre maîtresse reste Of, un recueil en cinq volumes de ses nombreux poèmes.

## Publications en français
En recueils
- Rien (un désir), traduction de Jean Monod et Franco Beltrametti, Saint-Etienne-Vallée-Française (France), AIOU éd., décembre 1995.
- Pith water / eau-forte / wasserkraft, traduction en allemand de Rüdiger Fischer, traduction en français en coopération avec Laurent Grisel, Rimbach (Allemagne), éditions en forêt / verlag im wald, collection Sources, 116 p., 1998.
- Vivremourir précédé de Lieu, traduction de Dominique Quélen et Barbara Beck, postface de Laurent Grisel, éd. L'Act Mem, collection « La Rivière Échappée », 116 p., avril 2008.

En anthologie
- Michel Deguy et Jacques Roubaud, 20 poètes américains, Paris, Gallimard, 1980 (poèmes traduits par Joseph Guglielmi).

Dans des revues
- La Dérobée, n°3, Le Relecq-Kerhuon, 1994 (traduction de Dominique Quélen et Barbara Beck)
- In'hui, n°48, Bruxelles et Paris, éd. Le Cri, 1997 (traduction de Barbara Beck, Dominique Quélen et Jean Monod)
- L'Étrangère, n°12, Bruxelles, éd. La Lettre volée, 2005 (traduction de Dominique Quélen et Barbara Beck)
- Ceci (n')est (pas) l'Amérique 3, Éditions de la Nerthe, 2021 (traduction de Franck Keller)